# Liste des épisodes d'Une famille du tonnerre
 (mars 2023).
Si vous disposez d'ouvrages ou d'articles de référence ou si vous connaissez des sites web de qualité traitant du thème abordé ici, merci de compléter l'article en donnant les références utiles à sa vérifiabilité et en les liant à la section « Notes et références ».
Cette page est la liste des épisodes de la série télévisée Une famille du tonnerre (2002-2007).

## Saison 1 (2002)
1. Examen de passage (Prototype)
2. Ah les hommes! (Curious George)
3. Que la fête commence (Happy Birthdays)
4. Covoiturage (Max's Big Adventure)

## Saison 2 (2002-2003)
1. On agrandit la famille (Who's your daddy)
2. La cour des grands (Token Unappreciation)
3. Le dyslexique (The Show Dyslexic)
4. Pom pom girl (Halloween Cheer)
5. Les rois du baseball (The Unnatural)
6. Les rois de la barre chocolatée (No Free Lunch)
7. Qui dansera, vera (The Weeding Dance)
8. Education sexuelle (Love Bites)
9. Deux pères pour le prix d'un (Guess Who's Coming To Dinner, Honey)
10. Charité bien ordonnée (Charity)
11. Noël en famille (Meet The Curban Parents)
12. La douche froide (The Old Case)
13. Deux places pour le Super Bowl (Super Bowl)
14. Vive la Saint-Valentin (The Valentine's Day Massacre)
15. Touche pas à ma fille (Girl Fight)
16. George et son double (George vs. George)
17. Joyeux anniversaire Angie! (A Kiss Is Just A Kiss)
18. Non à l'injustice (Profiles In Courage)
19. Secrets et mensonges (Secrets And Lies)
20. Sortie entre filles (Girls Night Out)
21. Le chouchou (I Only Have Eyes For You)
22. Promotion amitié (Team Leader)
23. Problème d'argent (George Has Two Mommies)
24. Tout vient à point à qui sait attendre (Long Time No See)

## Saison 3 (2003-2004)
1. (Dubya, Dad and Dating (1/2))
2. (Dubya, Dad and Dating (2/2))
3. (The Cuban Missus Crisis)
4. (Feel the Burn)
5. (Carmen's Dating)
6. (Split Decision)
7. (No One Gets Out Alive)
8. (Bringing Home the Bacon)
9. (Fishing Cubans)
10. (Would You Like a Drumstick or a Kidney?)
11. (Mementos)
12. (Christmas Punch)
13. (Why You Crying?)
14. (The Trouble with Ricky)
15. (God Needles George)
16. (Benny and Randy)
17. (Weekend at Benny's)
18. (Jason Tutors Max)
19. (Angie Gets Tanked)
20. (The Art of Boxing)
21. (George's House of Cards)
22. (Dance Fever)
23. (She Drives Me Crazy)
24. (George Goes to Disneyland)
25. (Bachelor Party)
26. (Wrecking Ball)
27. (What George Doesn't Noah (1/2))
28. (Now George Noah's Ex-Zack-ly What Happened (2/2))

## Saison 4 (2004-2005)
1. (George Searches For A Needle In A Haight-Stack)
2. (Landlord Almighty)
3. (George of the Rings)
4. (Home Sweet Homeschool)
5. (Leave It To Lopez)
6. (Sk8r Boyz)
7. (The Simple Life)
8. (Trouble in Paradise)
9. (E.I.? E.I. OH)
10. (A Clear and Presentless Danger)
11. (Prescription For Trouble)
12. (Friends Don't Let Friends Marry Drunks)
13. (George to the Third Power)
14. (George Gets Assisterance)
15. (Sabes Quake)
16. (George Takes a Stroll Down Memory Pain)
17. (George Buys a Vow)
18. (George Watcha's Out For Jason)
19. (George's Grand Slam)
20. (George Needs Anchor Management)
21. (George's Relatively Bad Idea)
22. (George's Extreme Makeover: Holmes Edition)
23. (George Stare-oids Down Jason)
24. (George Negoti-ate It)

## Saison 5 (2005-2006)
1. (George Gets a Pain in the Ash)
2. (You Dropped a Mom on Me)
3. (George's Dog Days of Bummer)
4. (George Drives the Batmobile)
5. (Trick or Treat Me Right)
6. (George Takes a Sentimental Ernie)
7. (George Finds Therapy Benny-ficial)
8. (George Tries to Write a Wrong)
9. (George Discovers Benny's Sili-Con Job)
10. (George Says I Do ... More in This Marriage)
11. (George is Being Elfish and Christ-misses His Family)
12. (George Enrolls Like That)
13. (George Keeps Truant to Himself)
14. (The Kidney Stays in the Picture)
15. (A Funeral Brings George to His Niece)
16. (George Gets Caught in a Powers Play)
17. (George Doesn't' Trustee Angie's Brother)
18. (George Helps Ernie See the Cellu-Light)
19. (George Gets Cross Over Freddie)
20. (George Vows to Make Some Matri-Money)
21. (George Discovers How Mescal-ed Up His Life Would Have Been Without the Benny-Fits)
22. (It's a Cliffhanger, By George)

## Saison 6 (2006-2007)
1. (George's Mom Faces Hard Tambien)
2. (George's House Has Two Empty Wombs)
3. (George Nieces a New Media Room)
4. (George Testi-Lies for Benny)
5. (Sabes Gay, It's George's Fantasy Episode)
6. (George Thinks Vic's Fiancée is Lion about Being a Cheetah)
7. (George Helps Angie's Wha-Positive Self Image by Saying, 'You 'Sta Loca Good')
8. (George's Grave Mistake Send Him to a Funeral, Holmes)
9. (George Joins the Neighborhood Wha-tcha and Raises the Vigil-ante)
10. (George is Maid to be Ruth-Less)
11. (George is Lie-able for Benny's Unhappiness)
12. (George Uses His Vato Power to Save Dinero Que La)
13. (George Rocks to the Max and Gets Diss-Band-ed)
14. (George Gets Smoking Mad at Benny and Develops an Orale Fixation)
15. (George Can't Let Sleeping Mexicans Lie)
16. (George's Bogey-ous Relationship with Vic Is Putt to the Test)
17. (George Thinks Max's Future Is on the Line)
18. (George Decides to Sta-Local Where It's Familia)